# A-0 Geyser
De A-0 Geyser is een geiser in het Lower Geyser Basin dat onderdeel uitmaakt van het Nationaal Park Yellowstone in de Verenigde Staten. De geiser maakt deel uit van de White Creek Group, waar onder andere de Spindle Geyser deel van uitmaakt.
De erupties duren 30 tot 40 seconden en bereiken een hoogte van zo'n 1,5 tot 3 meter. De erupties vinden plaats om de circa 24 minuten.